# 下村作次郎
下村 作次郎（しもむら さくじろう、1949年7月11日-　）は、日本の台湾文学研究者、天理大学名誉教授。

## 来歴
和歌山県新宮市生まれ。1975年天理大学文学部中国学科卒、1977年同大学院修士課程修了、1980年関西大学大学院博士課程満期退学。1980-1982年台北の中国文化大学勤務。2004年「台湾近代文学の諸相 1920年から1949年」で関西大学文学博士。天理大学外国語学部専任講師、1990年助教授、1992年国際学部助教授、2002年教授。2018年天理大学を定年退職、名誉教授。

## 著書
- 『文学で読む台湾 支配者・言語・作家たち』田畑書店 1994
- 『台湾文学の発掘と探求』田畑書店 2019
- 『台湾原住民文学への扉　「サヨンの鐘」から原住民作家の誕生へ』田畑書店 2023

### 共編
- 『よみがえる台湾文学 日本統治期の作家と作品』藤井省三、中島利郎、黄英哲共編 東方書店 1995
- 『日本統治期台湾文学台湾人作家作品集 第3巻』編 緑蔭書房 1999
- 『日本統治期台湾文学台湾人作家作品集 別巻 (諸家合集=中国語作品)』黄英哲共編 緑蔭書房 1999
- 『日本統治期台湾文学文芸評論集』全5巻 中島利郎,河原功共編 緑蔭書房 2001
- 『台湾長篇小説集 1』編 緑蔭書房 2002 日本統治期台湾文学集成
- 『葉歩月作品集』1－2 編 緑蔭書房 2003 日本統治期台湾文学集成
- 『台湾随筆集』2 中島利郎共編 緑蔭書房 2003 日本統治期台湾文学集成
- 『台湾原住民族の現在』山本春樹,黄智慧,パスヤ・ポイツォヌ共編 草風館 2004
- 『「呉鳳」関係資料集』1‐2 編 緑蔭書房 2007 日本統治期台湾文学集成
- 『「サヨンの鐘」関係資料集』編 緑蔭書房 2007 日本統治期台湾文学集成
- 『台湾原住民文学選』6－7 孫大川,土田滋,ワリス・ノカン共編 草風館 2009
- 『台湾原住民族の音楽と文化』孫大川,林清財,笠原政治共編 草風館 2013

### 翻訳
- トウ相揚『抗日霧社事件の歴史 日本人の大量殺害はなぜ、おこったか』魚住悦子共訳 日本機関紙出版センター 2000 史実シリーズ
- 杜潘芳格『フォルモサ少女の日記』編 総和社 2000
- 『名前を返せ モーナノン/トパス・タナピマ集』編訳 草風館 2002 台湾原住民文学選
- 孫大川,浦忠成,ワリス・ノカン, リカラッ・アウー,董恕明『原住民文化・文学言説集』1‐2  他編訳 草風館 2006‐07
- パァラバン ダナパン『台湾エスニックマイノリティ文学論 山と海の文学世界』草風館 2012
- シャマン・ラポガン『空の目―シャマン・ラポガンの海洋文学〈2〉 (シャマン・ラポガンの海洋文学 2) 』草風館　2015
- シャマン・ラポガン『大海に生きる夢―大海浮夢 』草風館　2017
- 陳耀昌『フォルモサに咲く花』東方書店　2019
- ワリス・ノカン『都市残酷』田畑書店　2022

## 参考
- 『現代日本人名録』2002年
- Ｊ－GLOBAL
- 天理大学